# Richard Talbot

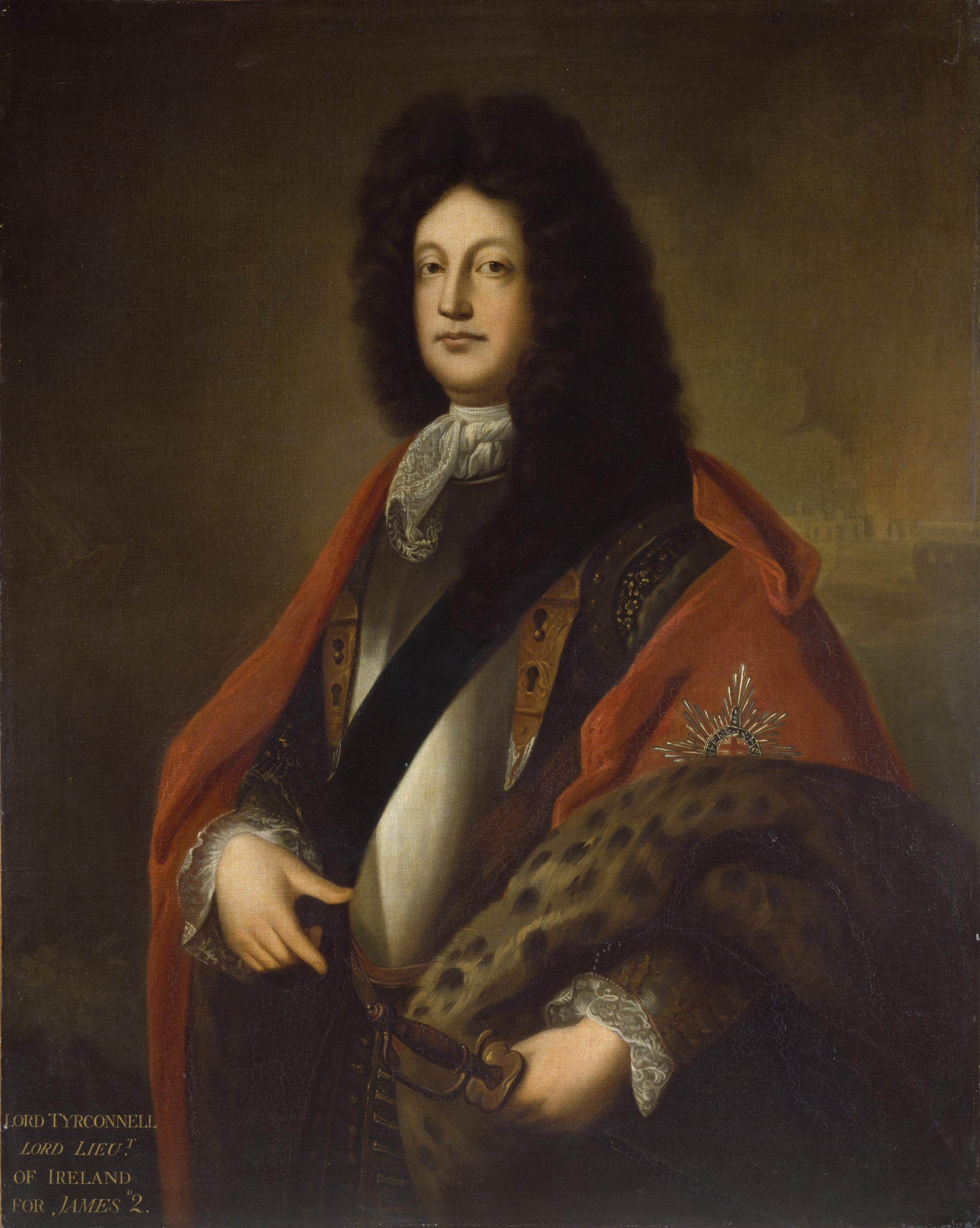
Richard Talbot, Conde de Tyrconnel, atribuido a François de Troy

Richard Talbot, I conde de Tyrconnell PC (1630 - 14 de agosto de 1691), militar y político irlandés. Jugó un importante papel durante la Revolución Gloriosa y la subsiguiente Guerra Guillermita de Irlanda.

## Familia y orígenes
Richard fue el menor de los dieciséis hijos de Sir William Talbot, I baronet de Carton y su esposa Alison Netterville. Provenía de una familia de ingleses viejos establecida en Leinster en el siglo XII y era hermano de Peter Talbot, arzobispo de Dublín. Como la mayoría de las familias normandas, los Talbot habían adoptado las costumbres y lengua irlandesas y se habían mantenido fieles la religión católica. Contrajo matrimonio con Katherine Baynton en 1669, de la que tuvo dos hijas, Katherine y Charlotte. Tras la muerte de su esposa en 1679, Richard se casó en segundas nupcias con Frances Jennings, hermana de Sarah Jennings, futura duquesa de Marlborugh.

## Guerras confederadas
Durante las Guerras confederadas de Irlanda que siguieron a la rebelión irlandesa de 1641, Talbot sirvió en las filas del ejército confederado de Leinster como corneta de caballería. Fue hecho prisionero por los parlamentaristas en la batalla de Dungan's Hill en 1647, aunque fue liberado poco después. En 1649 consiguió escapar con vida del sitio de Drogheda al abandonar la ciudad antes de la masacre. Tras el final de la invasión de Cromwell huyó a Francia junto con los realistas derrotados.

## Exilio en Francia
Durante su exilio, Talbot entró en contacto con Carlos II de Inglaterra y al duque de York, futuro Jacobo II, exiliados en Flandes tras la Guerra Civil Inglesa. Como muchos otros realistas, Richard ejerció como soldado ocasional para ganarse la vida, y participó en numerosos complots y operaciones de espionaje contra el gobierno de Oliver Cromwell. De hecho, en noviembre de 1655 fue arrestado en Londres y llevado a presencia de Cromwell, aunque, por fortuna pará él, logró escapar. Sus enemigos denunciaron que Talbot había sido sobornado, ya que se sabe a ciencia cierta que mantenía correspondencia con uno de los hermanos del dictador. Igualmente estuvo implicado en una intriga para desacreditar a Anne Hyde, futura esposa del duque de York, pero continuó prestando sus servicios al futuro rey, tomando parte en las guerras navales con los holandeses.
Tras la Restauración inglesa, continuó formando parte del gabinete del duque. Talbot ganó mucho dinero actuando como agente para los católicos irlandeses que se habían visto desposeídos de sus tierras tras la invasión de Cromwell y trataban de recuperar sus propiedades. Fue arrestado por su supuesta participación en el complot papista de 1678, tras lo que se exilió nuevamente.

## La Guerra Jacobita
Tras la coronación de Jacobo II en 1685, Richard recibió los títulos de Baron de Talbotstown, Vizconde de Baltinglass y Conde de Tyrconnell y fue ascendido a comandante en jefe del ejército en Irlanda. Desde esta posición, y tras ser nombrado Lord Diputado de Irlanda, situó a los católicos al frente de la milicia y de la administración, que habían sido organizados previamente por el duque de Ormonde. Esto consiguió atraer a la población católica al bando de Jacobo II durante la Revolución gloriosa.
Así, cuando Jacobo desembarcó en Dublín en 1689 con sus oficiales franceses, Tyrconnell tenía un ejército irlandés dispuesto para obedecer sus órdenes, lo que no sería suficiente para evitar la derrota frente a las mejor adiestradas y equipadas tropas del futuro Guillermo III de Inglaterra.
Tras la derrota del Boyne en 1690, Talbot viajó a Francia en busca de refuerzos. Regresó a Irlanda en 1691, pero falleció de apoplejía antes de la caída de Limerick, el 23 de septiembre, en manos guillermitas. Su viuda Frances, y su hija Charlotte permanecieron en Francia, donde Charlotte se casó con su pariente William Talbot de Haggardstown, III conde de Tyrconnell según la nobleza jacobita.